# نورمن روی بلک‌ول
نورمن روی بلک‌ول (انگلیسی: Norman Blackwell, Baron Blackwell؛ زادهٔ ۲۹ ژوئیه ۱۹۵۲) یک سیاست‌مدار، کارآفرین، بانکدار و مدیر ارشد اجرایی بریتانیایی است، که در حال حاضر به‌عنوان رئیس هیئت مدیره بانک لویدز فعالیت می‌کند.